# Franklin (Carolina del Nord)
Franklin és una població dels Estats Units i seu del comtat de Macon a l'estat de Carolina del Nord. Segons el cens del 2000 tenia 3.967 habitants.

## Demografia
Segons el cens del 2000, Franklin tenia 3.490 habitants, 1.627 habitatges i 899 famílies. La densitat de població era de 351,8 habitants per km².
Dels 1.627 habitatges en un 24,3% hi vivien nens de menys de 18 anys, en un 39,7% hi vivien parelles casades, en un 12,4% dones solteres, i en un 44,7% no eren unitats familiars. En el 40,6% dels habitatges hi vivien persones soles el 22% de les quals corresponia a persones de 65 anys o més que vivien soles. El nombre mitjà de persones vivint en cada habitatge era de 2,08 i el nombre mitjà de persones que vivien en cada família era de 2,79.
Per edats la població es repartia de la següent manera: un 21,3% tenia menys de 18 anys, un 8,1% entre 18 i 24, un 24,1% entre 25 i 44, un 23% de 45 a 60 i un 23,5% 65 anys o més.
L'edat mediana era de 42 anys. Per cada 100 dones de 18 o més anys hi havia 74,8 homes.
La renda mediana per habitatge era de 21.534 $ i la renda mediana per família de 30.426 $. Els homes tenien una renda mediana de 25.066 $ mentre que les dones 18.472 $. La renda per capita de la població era de 15.129 $. Entorn del 15,2% de les famílies i el 20,9% de la població estaven per davall del llindar de pobresa.

## Poblacions més properes
El següent diagrama mostra les poblacions més properes.